# Fulton (Ohio)
Fulton – wieś w USA, w hrabstwie Morrow, w stanie Ohio.
Liczba mieszkańców w 2010 roku wynosiła 258.